# Краснопольський Йосип Сильвестрович
Йосип Сильвестрович Краснопольський (1864 — розстріляний 28 вересня 1938, Київ) — радянський діяч, передовик виробництва, коваль Київського паровозовагоноремонтного заводу. Кандидат у члени ЦК КП(б)У в червні 1937 — квітні 1938 року.

## Біографія
Народився у польській родині. Працював робітником, слюсарем, ковалем на київських заводах. Брав участь в нелегальній революційній діяльності, був членом нелегальних робітничих гуртків у Києві.
Член РКП(б) з 1925 року
До 1938 року — коваль Київського паровозовагоноремонтного заводу (ПВРЗ) Південно-Західної залізниці.
30 березня 1938 року заарештований органами НКВС. 12 вересня 1938 року засуджений до страти. Розстріляний 28 вересня 1938 року та похований у Биківнянському лісі. Посмертно реабілітований 28 серпня 1957 року.